# 1. slovenská národní hokejová liga 1989/1990
1. slovenská národní hokejová liga 1989/1990 byla 21. ročníkem jedné ze skupin československé druhé nejvyšší hokejové soutěže.

## Systém soutěže
Všech 12 týmů se v základní části utkalo čtyřkolově každý s každým (celkem 44 kol). Týmy na prvních dvou pozicích postoupily do kvalifikace o nejvyšší soutěž.
Tým na poslední pozici měl sestoupit do 2. SNHL, ale vzhledem k postupu dvou týmů do nejvyšší soutěže nakonec nesestoupil nikdo.

## Základní část
| Poř. | Tým                            | Zápasy | Výhry | Remízy | Prohry | Skóre   | Body |
| ---- | ------------------------------ | ------ | ----- | ------ | ------ | ------- | ---- |
| 1.   | Slovan Bratislava              | 44     | 32    | 5      | 7      | 251:104 | 69   |
| 2.   | Plastika Nitra                 | 44     | 32    | 4      | 8      | 212:142 | 68   |
| 3.   | Spartak ZŤS Dubnica nad Váhom  | 44     | 23    | 7      | 14     | 210:171 | 53   |
| 4.   | Partizán Liptovský Mikuláš     | 44     | 20    | 8      | 16     | 174:151 | 48   |
| 5.   | Iskra Smrečina Banská Bystrica | 44     | 20    | 8      | 16     | 179:182 | 48   |
| 6.   | VTJ Topoľčany                  | 44     | 20    | 7      | 17     | 184:149 | 47   |
| 7.   | ZPA Prešov                     | 44     | 17    | 9      | 18     | 161:171 | 43   |
| 8.   | ČH PS Poprad                   | 44     | 17    | 6      | 21     | 175:164 | 40   |
| 9.   | VTJ Michalovce                 | 44     | 15    | 5      | 24     | 159:206 | 35   |
| 10.  | Štart Spišská Nová Ves         | 44     | 12    | 8      | 24     | 137:177 | 32   |
| 11.  | ZTK Zvolen                     | 44     | 11    | 6      | 27     | 130:202 | 28   |
| 12.  | Slávia Ekonóm Bratislava       | 44     | 6     | 5      | 33     | 147:300 | 17   |

- Týmy Slovan Bratislava a Plastika Nitra postoupily do kvalifikace o nejvyšší soutěž, ve které uspěly a postoupily tak do dalšího ročníku nejvyšší soutěže.
- Vzhledem k postupu dvou týmů do nejvyšší soutěže nikdo nesestupoval. Z 2. SNHL postoupily týmy ZŤS Martin a Sparta Považská Bystrica.

## Kádr Slovanu Bratislava
- Brankaři: Mega, Michálek, Škandera
- Hráči v poli: Búřil, Buzaši, Halahija, D.Králik, Mosnár, Pavelec, Paulovič, Pukalovič, Sýkorčin, Eduard Uvíra, Blaško, Brieda, Boris, Ivan Dornič, Franta, Marián Horváth, Hornák, Kalináč, Karabín, Ondreička, Pethő, Pokovič, Ščepko, R. Sýkora, Volár
- Trenéři: Ján Filc, Dušan Žiška, později Jaroslav Walter